# 태안 문양목생가터
태안 문양목생가터(泰安 文讓穆生家)는 대한민국 충청남도 태안군 남면 몽산리에 있다. 2009년 12월 21일 충청남도의 문화재자료 제403호로 지정되었다.

## 같이 보기
- 문양목

## 참고 문헌
- 태안 문양목생가터 - 국가유산청 국가유산포털